# Mirollia
Mirollia is een geslacht van rechtvleugeligen uit de familie sabelsprinkhanen (Tettigoniidae). De wetenschappelijke naam van dit geslacht is voor het eerst geldig gepubliceerd in 1873 door Stål.

## Soorten
Het geslacht Mirollia omvat de volgende soorten:
- Mirollia abnormis Karny, 1926
- Mirollia aeta Hebard, 1922
- Mirollia angusticerca Gorochov & Kang, 2004
- Mirollia beybienkoi Gorochov, 1998
- Mirollia bigemina Ingrisch, 1998
- Mirollia bispina Shi, Chang & Chen, 2005
- Mirollia bispinosa Gorochov & Kang, 2004
- Mirollia caligata Ingrisch, 1998
- Mirollia carinata Haan, 1842
- Mirollia cerciata Hebard, 1922
- Mirollia composita Bey-Bienko, 1962
- Mirollia compressa Ingrisch & Shishodia, 2000
- Mirollia deficientis Gorochov, 2005
- Mirollia elegantia Gorochov, 2005
- Mirollia fallax Bey-Bienko, 1962
- Mirollia folium Gorochov, 1998
- Mirollia forcipata Ingrisch, 2011
- Mirollia formosana Shiraki, 1930
- Mirollia hainani Gorochov & Kang, 2004
- Mirollia hamata Ingrisch, 1998
- Mirollia hexapinna Ingrisch, 1998
- Mirollia imitata Gorochov, 2008
- Mirollia javae Gorochov, 1998
- Mirollia lata Gorochov, 2008
- Mirollia liui Bey-Bienko, 1957
- Mirollia longipinna Ingrisch & Shishodia, 1998
- Mirollia malaya Ingrisch, 2011
- Mirollia multidentatus Shi, Chang & Chen, 2005
- Mirollia paralata Ingrisch, 2011
- Mirollia proxima Gorochov, 1998
- Mirollia quadripunctata Ingrisch, 1990
- Mirollia ranongi Gorochov, 1998
- Mirollia rostellum Gorochov, 2003
- Mirollia rufonotata Mu, He & Wang, 1998
- Mirollia rumidi Ingrisch, 2011
- Mirollia secunda Ingrisch, 2011
- Mirollia spinulosa Ingrisch, 2011
- Mirollia tawai Ingrisch, 2011
- Mirollia yunnani Gorochov & Kang, 2004